# Carl Theodor Malm

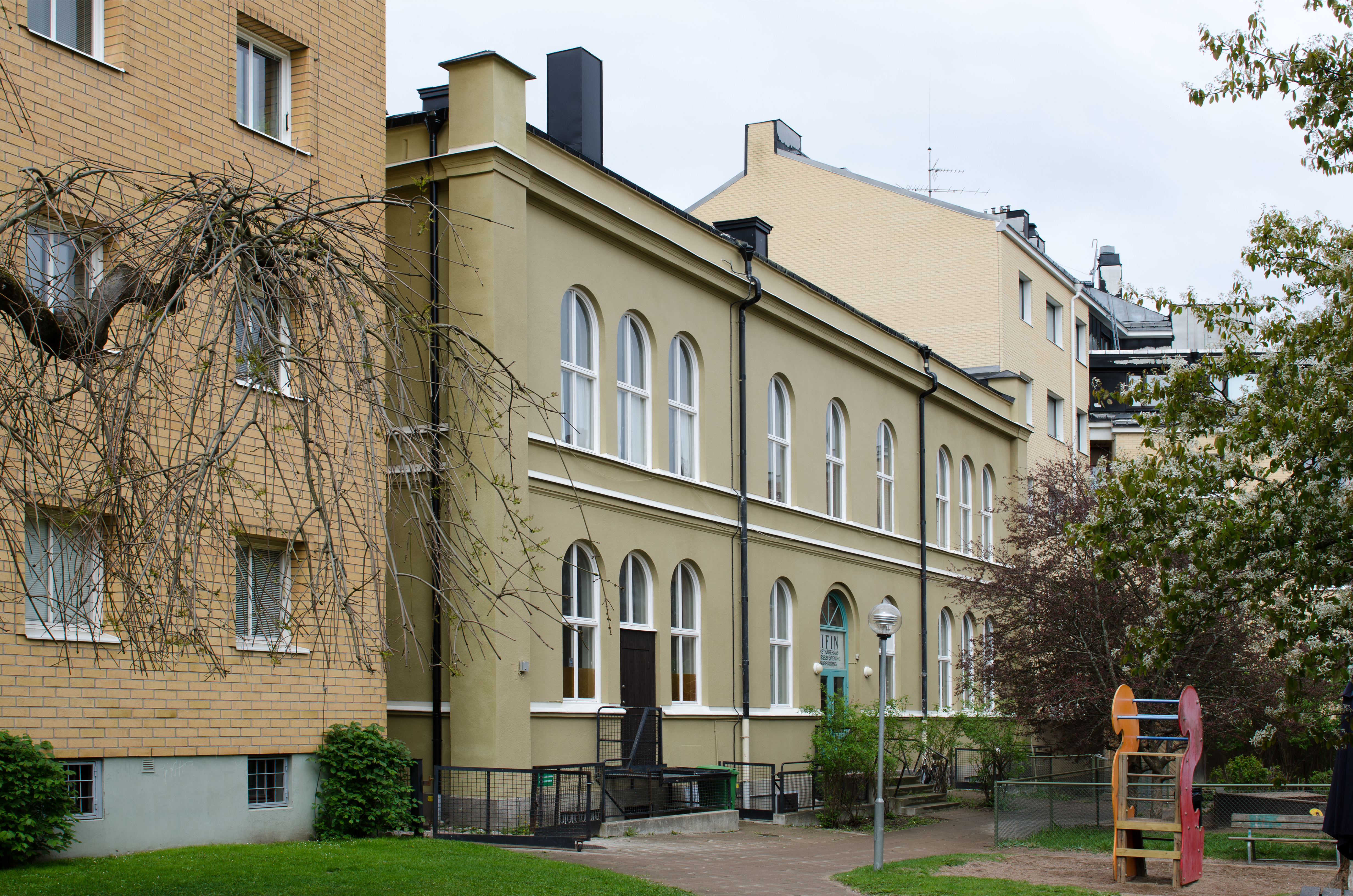
Berzeliusskolan, Norrköping sedd från innergården

Carl Theodor Malm, född 1 juli 1815 i Jönköping, död 15 november 1890 i Norrköping, var en svensk arkitekt.
Familjen flyttade till Stockholm 1817. Hemmet var ganska fattigt och Malm fick tidigt hjälpa till med försörjningen. Han visade tidigt prov på sin konstnärliga begåvning, och det bestämdes tidigt att han skulle bli husbyggare. Från tolv års ålder arbetade han i åtta år på byggen för att lära sig till murare. År 1835 fick han gesällbrev av murarämbetet och 1837 blev han antagen som elev på arkitekturskolan på Målare- och Bildhuggare-Akademien i Stockholm.
I januari 1839 sökte han en utannonserad tjänst som stadsarkitekt i Norrköping. Han fick den inte då, men fick tjänsten 1842 som tillförordnad och 1845 som fast anställd. Han fick mycket att göra redan från början. Norrköping hade drabbats av stora stadsbränder under 1820-talet och staden också växte kraftigt vid denna tid. Textilindustrierna i staden behövde nya fabriker, och han fick ta fram ritningar och förslag för flera av fabrikerna längs Motala ström, i det som nu kallas Industrilandskapet, byggnader som står kvar än i dag.
Även offentliga byggnader behövdes. Malm ritade bland annat De Geers skola (dåvarande Västra skolan) invigd 1865, och De Geergymnasiet (dåvarande Norrköpings högre allmänna läroverk, invigt hösten 1868.
Vid Carl Johans park ritade han det tre våningar höga Stora hotellet, som stod färdigt 1857, med 30 rum, konditori och biljardrum. Renoveringen av Sankt Olai kyrka 1870 gjordes efter hans förslag. Vanliga bostadshus utgjorde en stor del av hans produktion, många av dem i två eller tre våningar, oftast gulputsade. På Hospitalsgatan 15 lät han uppföra ett eget bostadshus.
Malm var en djupt religiös person. Han tillhörde "läsarna", den nyevangeliska rörelse, som hade Carl Olof Rosenius som centralgestalt  . 
Malm tjänstgjorde som Norrköpings stadsarkitekt i 42 år. År 1884 insjuknade han i en svår sjukdom, som gjorde honom oförmögen att arbeta. Han är begravd på Södra begravningsplatsen i Norrköping. Han hade åtta barn, varav äldste sonen var arkitekten Sven Malm.

## Byggnader i urval
- Swartzska huset vid Järnbron, Norrköping, 1837-1842
- Gamla varmbadhuset vid Garvaregatan, Norrköping, 1844 (rivet omkring 1893)
- Textilfabrik i kvarteret Kullen, senare Norrköpings Bomullsväfveribolag, Norrköping, 1850 och senare
- Stora hotellet vid Carl Johans torg, Norrköping, 1851-1855
- Norrköpings Gästgiveri- och Skjutsinrättning på Slottsgatan, Norrköping, 1850-talet
- Eget bostadshus på Hospitalsgatan 15, kvarteret Lokatten, Norrköping, 1855
- Magasinet i kvarteret Konstantinopel, Dalsgatan, Norrköping, 1856
- Berzeliusskolan (Norra folkskolan) på Plankgatan, Norrköping, 1861
- Carl G. Ekmans hus vid Saltängsgatan, Norrköping, 1862
- De Geers skola (Västra folkskolan) vid Nygatan/Södra Promenaden, Norrköping, 1864
- Gymnastikhuset på Nygatan, Norrköping 1867
- Elementarskolan (numera De Geergymnasiet), Södra Promenaden, Norrköping, 1868
- Kyrkans hus, Norrköping
- Karl Johansskolan (Nya norra folkskolan), Plankgatan, Norrköping, 1
- Hedvigs prästgård, flyttad till i Norrköping, 1878
- Kristinaskolan, folkskola vid Södra Promenaden i Norrköping, numera Kungsgårdsgymnasiet, 1882

## Bildgalleri

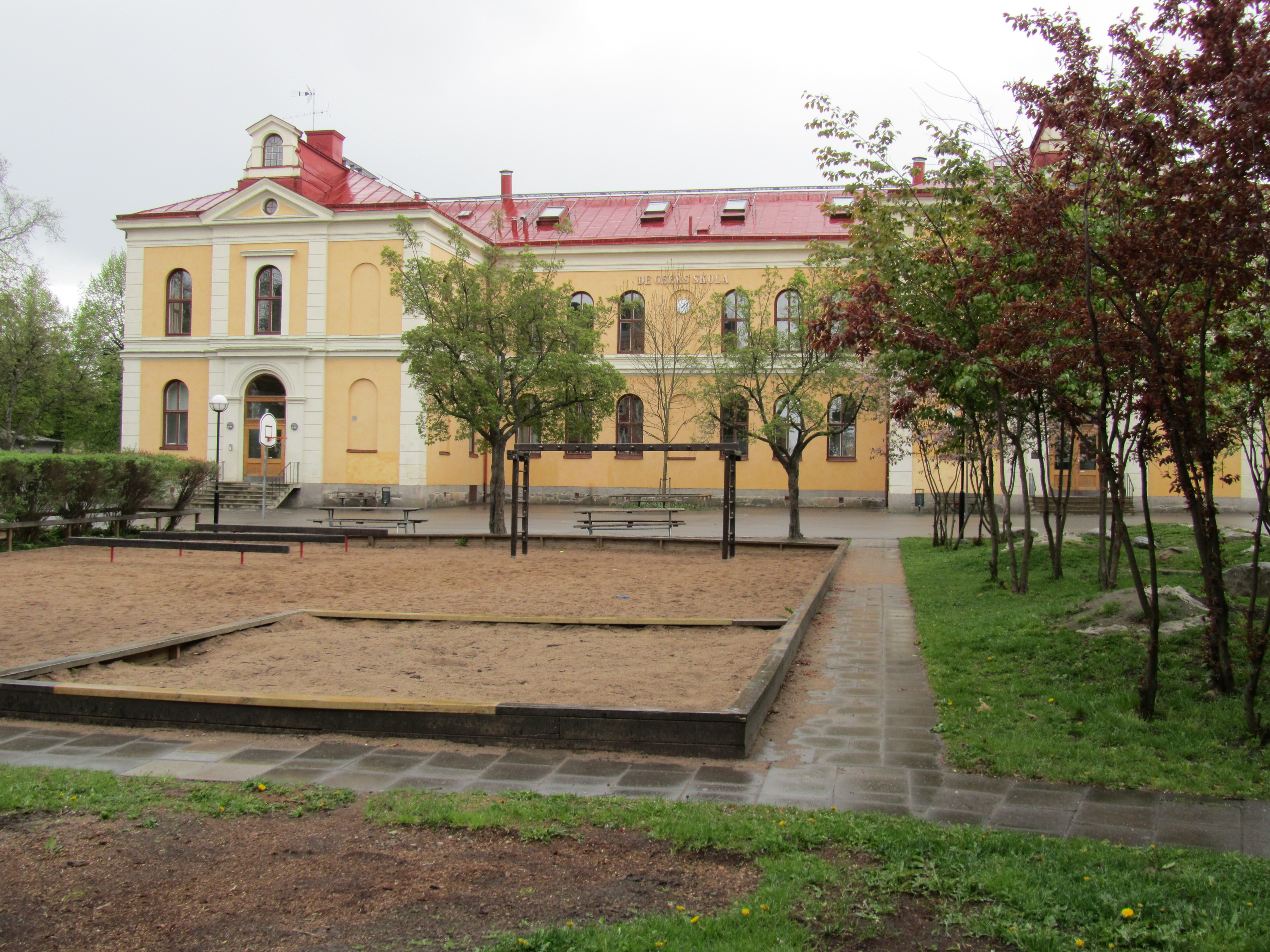
De Geers skola i Norrköping
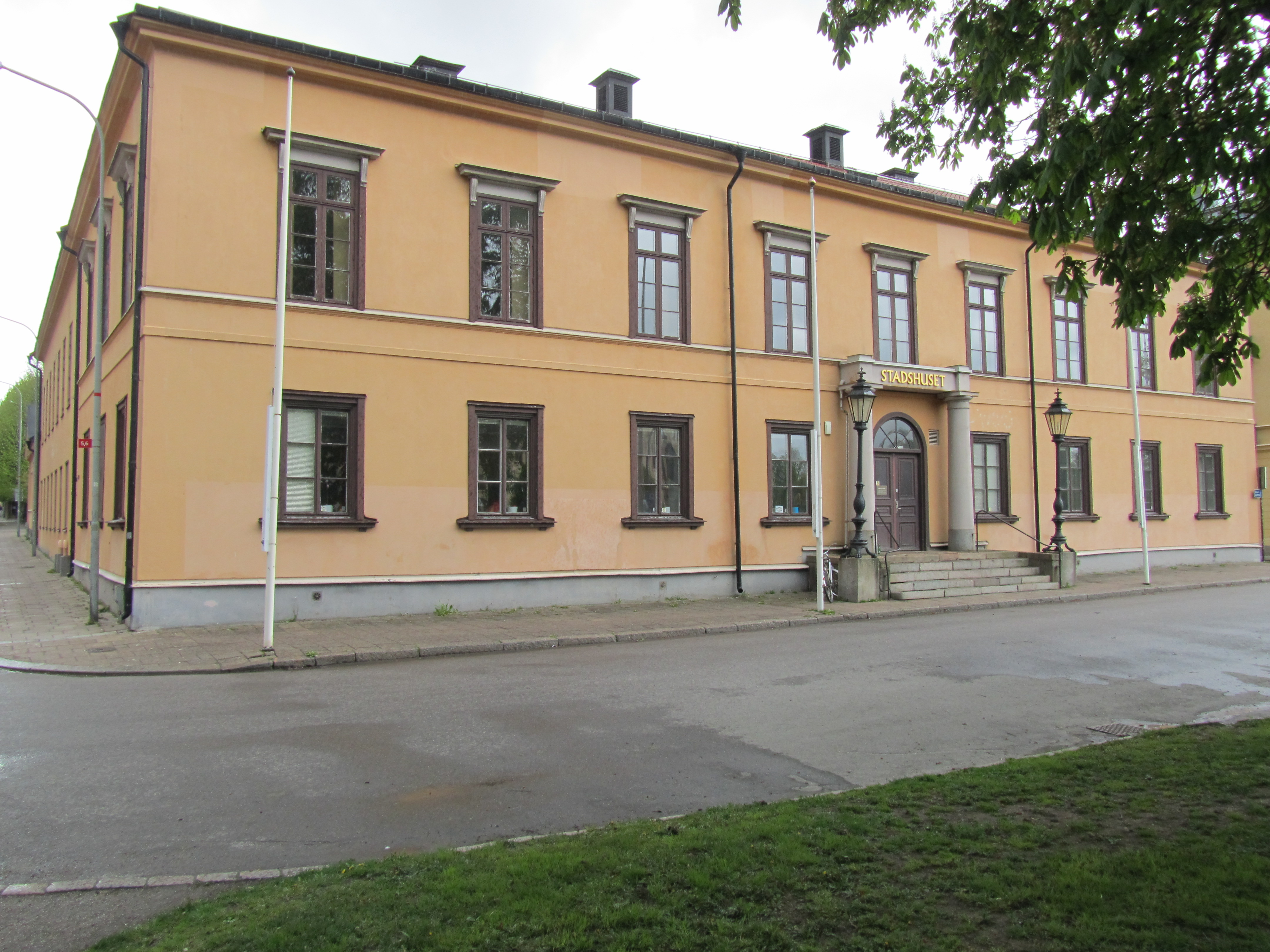
Gamla stadshuset, Norrköping, ombyggt av Carl Theodor Malm
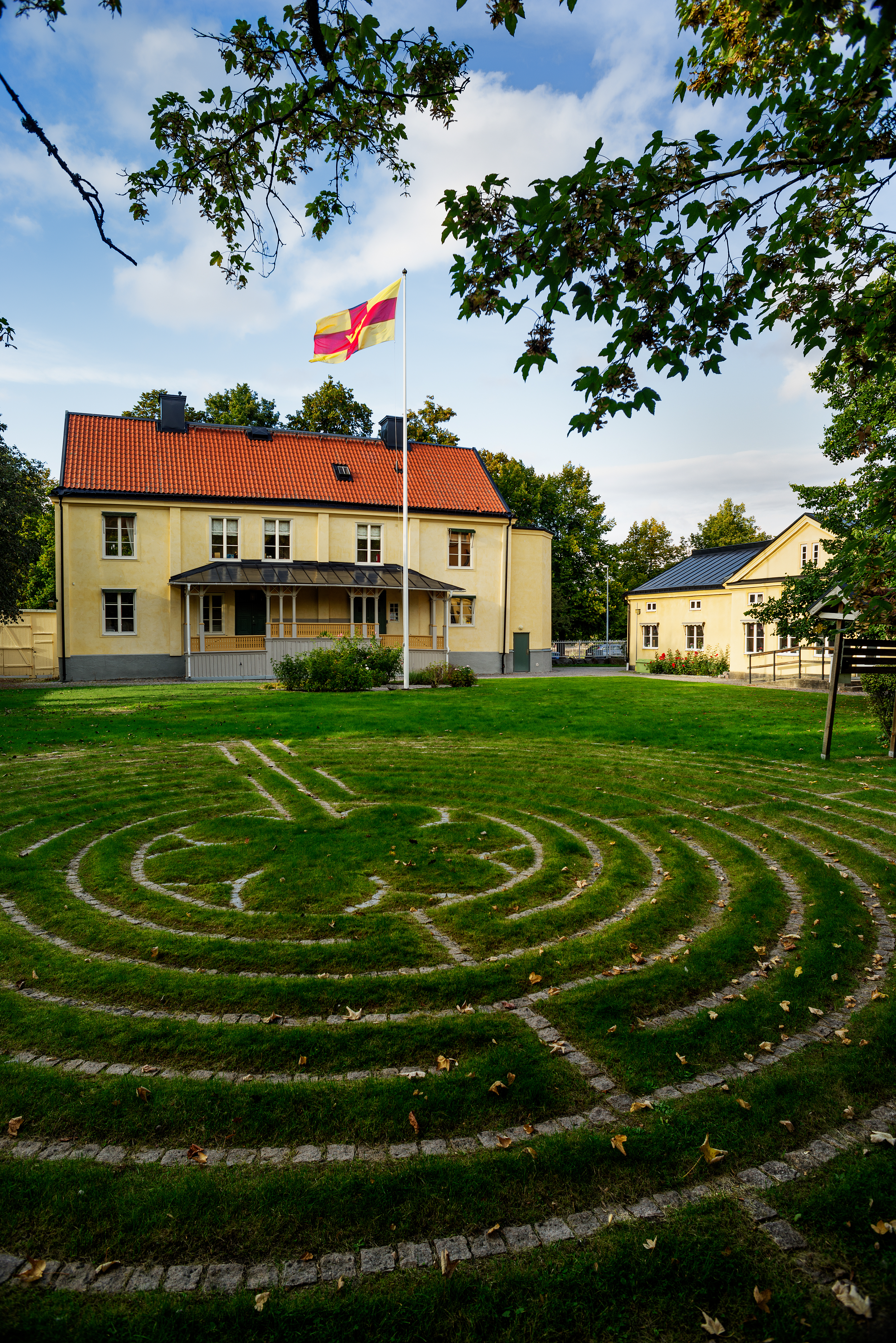
Hedvigs prästgård
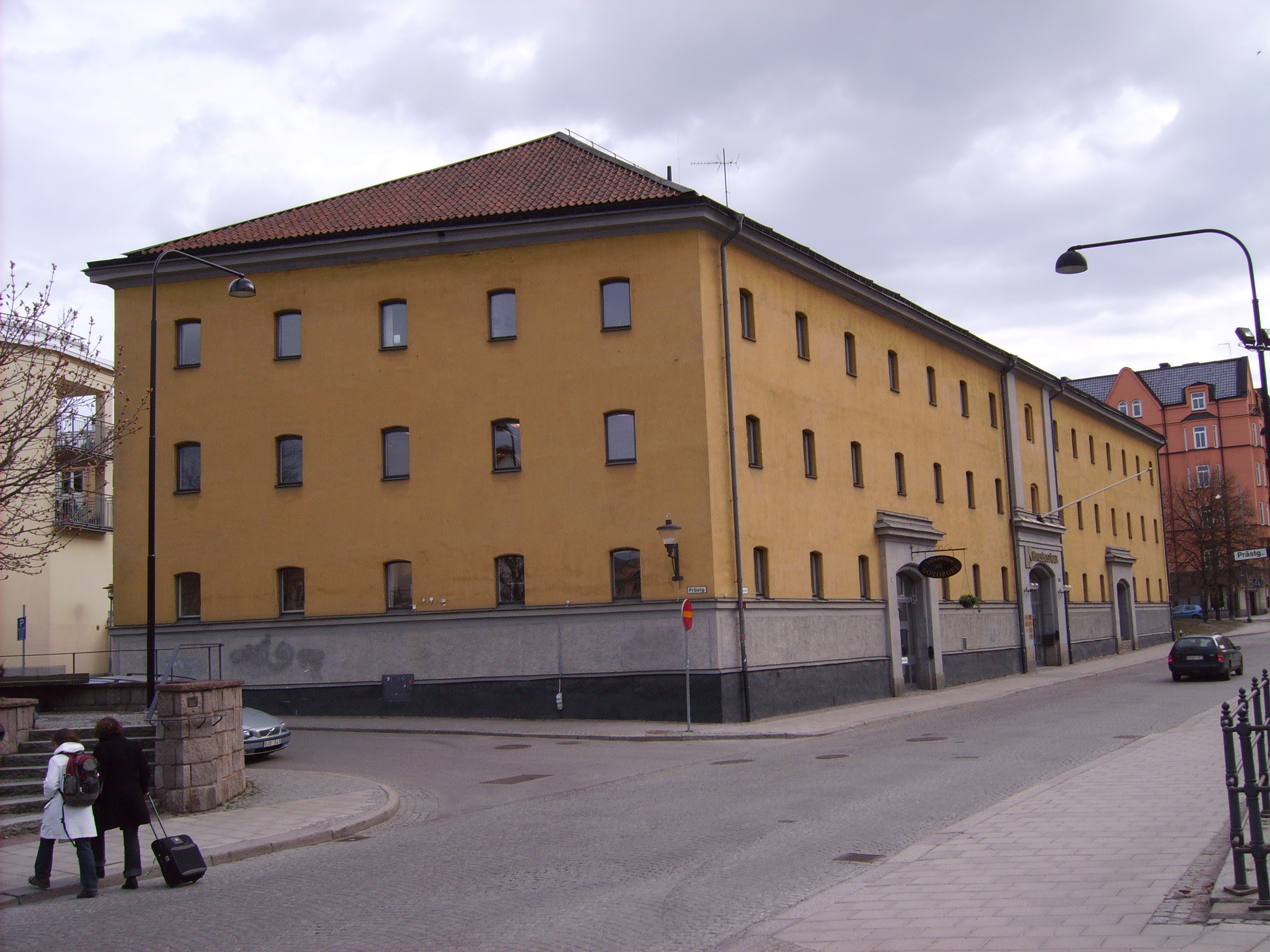
Magasinet i kvarteret Konstantinopel